# Sebastian Lexer
Sebastian Lexer (* 1971) ist ein deutscher Improvisationsmusiker (Piano, Electronics, Komposition).

## Leben und Wirken
Sebastian Lexer wuchs in einer Familie auf, in der er früh mit Bildender Kunst und Musik in Berührung kam; zunächst mit Jazzmusik von AACM bis zu Louis Armstrong, aber auch mit der Improvisationsmusik von AMM. Mit fünf Jahren begann er zunächst Klavier zu spielen, mit zwölf Orgel. 1996 begann er ein Musik Studium am Goldsmiths College, University of London, und studierte Klavier mit John Tilbury. Mit der Beschäftigung mit der Musik von John Cage, Cornelius Cardew und Morton Feldman kam er zur Improvisationsmusik und nahm zwischen 1999 und 2012 an den wöchentlichen Improvisations Workshops von Eddie Prévost teil. Mit weiteren Mitgliedern des Workshops gründete er das Ensemble 9!, mit dem ein erstes Album auf Eddie Prévosts Label Matchless erschien.
Ab den frühen 2000er-Jahren arbeitete Lexer an einer Konzertreihe mit improvisierter Musik am Goldsmiths College, dann im Electronic Music Studio von Ian Stonehouse, mit elektronischem Equipment am Projekt Interlace. Des Weiteren spielte er seit den 2000er-Jahren in Projekten mit Ute Kanngiesser, Steve Noble und Seymour Wright. In seinem Piano+-Konzept suchte er eine Synthese zwischen der Musik des akustischen Piano und der Elektronik. Dabei erkundet er die Spannung zwischen automatisch und den intendiert ablaufenden Spielformen der Improvisationsmusik. Lexer lebt in Glasgow.

## Diskographische Hinweise
- Sebastian Lexer / Seymour Wright: Blasen (Another Timbre, 2008)
- dazwischen (Matchless, 2009) solo[4]
- Sebastian Lexer & Christoph Schiller: Luftwurzeln (Matchless Recordings, 2012)
- Lexer, Prévost, Wright: Impossibility in Its Purest Form (Matchless Recordings, 2012)
- Sebastian Lexer, Evan Parker, Eddie Prévost: Tri-Borough Triptych (Matchless Recordings, 2013)
- Sebastian Lexer + Steve Noble: Muddy Ditch (Fataka, 2016)